# Tiefwasserreede
Il Tiefwasserreede è un'exclave delle acque territoriali della Germania legalmente appartenente allo stato della Bassa Sassonia istituita al di fuori delle convenzionali dodici miglia nautiche in base ad un'eccezione prevista dalla Convenzione delle Nazioni Unite sul diritto del mare per le rade.
Essa si trova a circa 30 km da Helgoland ed è interamente circondata dalla Zona Economica Esclusiva tedesca: venne istituita dalla Germania Ovest nel 1983 a seguito del naufragio della petroliera Amoco Cadiz, quando il governo federale decise di estendere le proprie acque territoriali da 3 a 12 miglia al fine di poter avere un maggiore controllo sulle navi inquinanti e di costituire una rada per le imbarcazioni dirette nel porto di Amburgo e nel porto di Brema: se la dichiarazione di istituzione del Tiefwasserreede avviene nel 1985 per l'estensione delle acque territoriali a 12 miglia si dovrà attendere il 1994, ciò poiché gli Stati Uniti e la Bundesmarine temevano che la Germania Est avrebbe potuto, per rappresaglia, estendere le proprie acque territoriali limitando fortemente l'accessibilità del mar Baltico.
Viene usata anche come deposito per la fanghiglia ottenuta dal dragaggio dell'Elba ad Amburgo.